# 鷹岡町
鷹岡町（たかおかちょう）は静岡県の東部、富士郡に属していた町。
現在の富士市中心部の北西、身延線沿線にあたる。本項では町制前の名称である鷹岡村についても記す。町役場は富士市商工会本所・鷹岡事務所の位置（富士市鷹岡本町6-3）にあった。

## 地理
- 河川：潤井川

## 歴史
- 1889年（明治22年）4月1日 - 町村制の施行により、厚原村、天間村、入山瀬村、久沢村が合併して鷹岡村が発足。
- 1933年（昭和8年）1月1日 - 鷹岡村が町制施行して鷹岡町となる。
- 1966年（昭和41年）11月1日 - 富士市・吉原市と合併し、改めて富士市が発足。同日鷹岡町廃止。

## 交通

### 鉄道路線
- 日本国有鉄道
  - 身延線
    - 入山瀬駅 - 富士根駅

富士根駅は当初は隣の富士根村に建設される予定だった。

## 道路
- 国道139号